# Marieke Vervoort
Marieke Vervoort (Diest, 10 de maio de 1979 – Diest, 22 de outubro 2019) foi uma paratleta belga.

## Biografia
Aos 14 anos, Marieke foi diagnosticada com tetraplegia progressiva, uma doença degenerativa rara que a levou a perder as pernas. Apesar da doença, começou a praticar o basquetebol em cadeira de rodas e depois a natação antes de voltar-se para o paratriatlo, modalidade na qual torna-se campeã mundial em 2006.
No ano seguinte, participou do Ironman Hawaii. Essa disciplina tornou-se muito difícil com a doença, por isso voltou-se para o iatismo na areia e, finalmente, para o atletismo paralímpico. Em 2008, apresentou seu primeiro pedido de eutanásia ao governo belga.
Nos Jogos Paralímpicos de Londres 2012, ganhou ouro no T52 100m e prata no T52 200m. Dois anos depois, no Campeonato Mundial de 2015 em Doha (no Catar), tornou-se tripla campeã mundial nos T52 de 100m, 200m e 400m. Nos 800 m T52, não vai além do estágio da série.
Ao final de uma doença degenerativa incurável, diz em 2016 que pensa em eutanásia. No entanto, ao contrário do que alguns artigos de imprensa sugeriram, voltou atrás e declarou que não pretendia mais ser sacrificada no final dos Jogos do Rio, mas ter outros projetos que pretendia alcançar, querendo "aproveitar esta oportunidade que chamamos de vida". Nos Jogos do Rio, foi medalhista de prata nos 400m T52 e bronze nos 100m T52. Então pôs fim à sua carreira esportiva.
Em 2018, doou seu legado esportivo (medalhas olímpicas, roupas, bicicletas) para o Sportimonuim Hofstade.
Em 1 de julho de 2019, postou um vídeo online anunciando que a dor estava ficando muito forte e que certamente não compareceria à estréia do filme sobre sua vida em dezembro em Nova Iorque. Em 12 de setembro, fez seu último desejo, percorrendo o circuito de Zolder em um Lamborghini Huracán dirigido pelo piloto Niels Lagrange.
Ela estava então em plena preparação para finalizar seu pedido de eutanásia. Por fim, a atleta decide deixar-se sacrificar para diminuir seu sofrimento e morrer no dia 22 de outubro, segundo comunicado da cidade de Diest, onde morava.

## Distinções
- Grande oficial da Ordem da Coroa.[1]
- Esportista belga do ano de 2012.[6]
- Esportista belga do ano de 2015.[6]